# Herb Brańska
Herb Brańska – jeden z symboli miasta Brańsk w postaci herbu, który używany jest od XV wieku.

## Wygląd i symbolika
Herb przedstawia w czerwonym polu herbowym rycerza w białej zbroi, trzymającego wzniesiony poziomo nad głową miecz, dosiadającego białego konia, wspiętego w skoku. Koń z jeźdźcem skierowani są w heraldycznie prawą stronę. Elementy uprzęży końskiej i płaszcz rycerza barwy błękitnej. Rycerz ma tarczę barwy błękitnej, z podwójnym złotym krzyżem (umieszczona jest ona centralnie w herbie miasta). Całość tworzy godło litewskie, Pogoń.